# Carterville, Illinois
Carterville là một thành phố thuộc quận Williamson, tiểu bang Illinois, Hoa Kỳ. Năm 2010, dân số của thành phố này là 5496 người.

## Dân số
Dân số qua các năm:
- Năm 2000: 4616 người.
- Năm 2010: 5496 người.